# Noviazgo

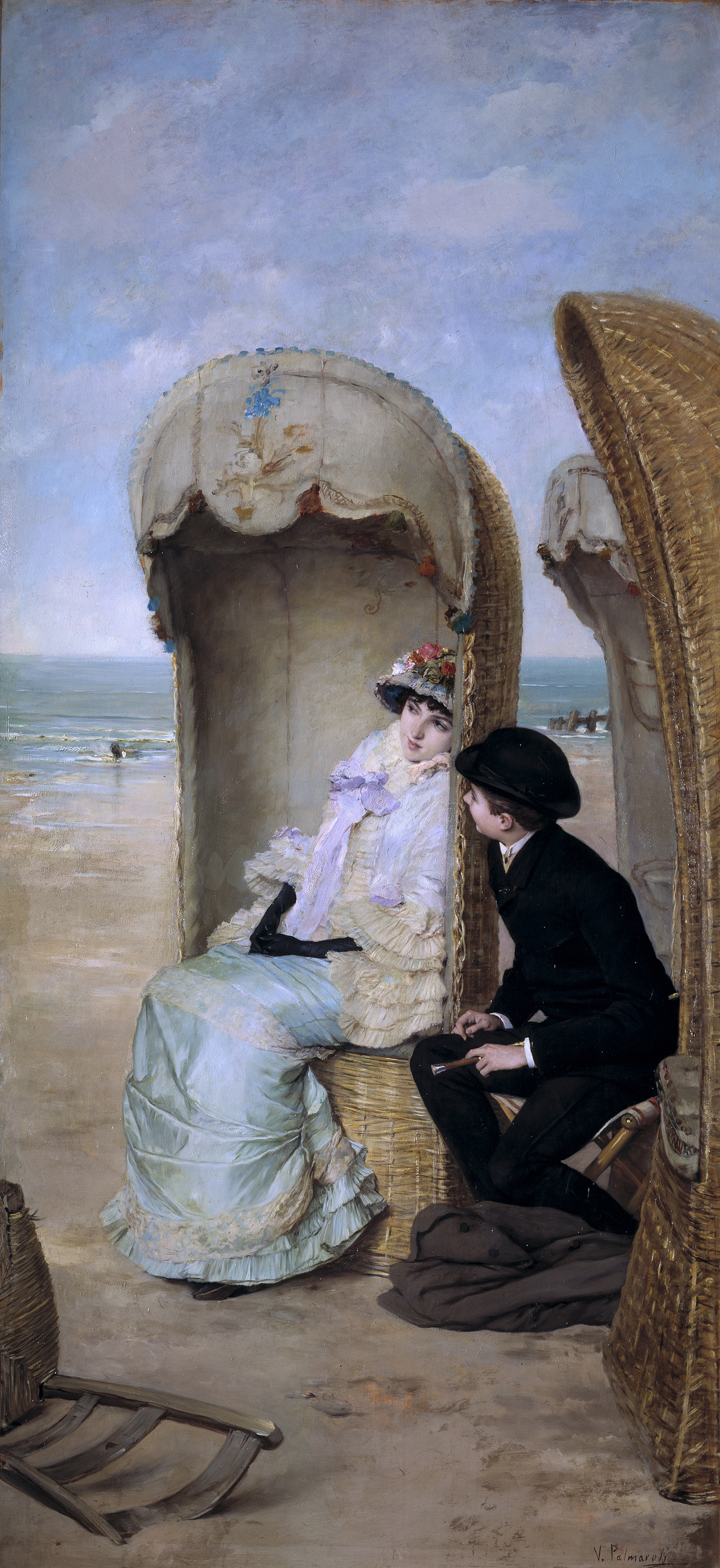
La confesión, de Vicente Palmaroli, 1883.

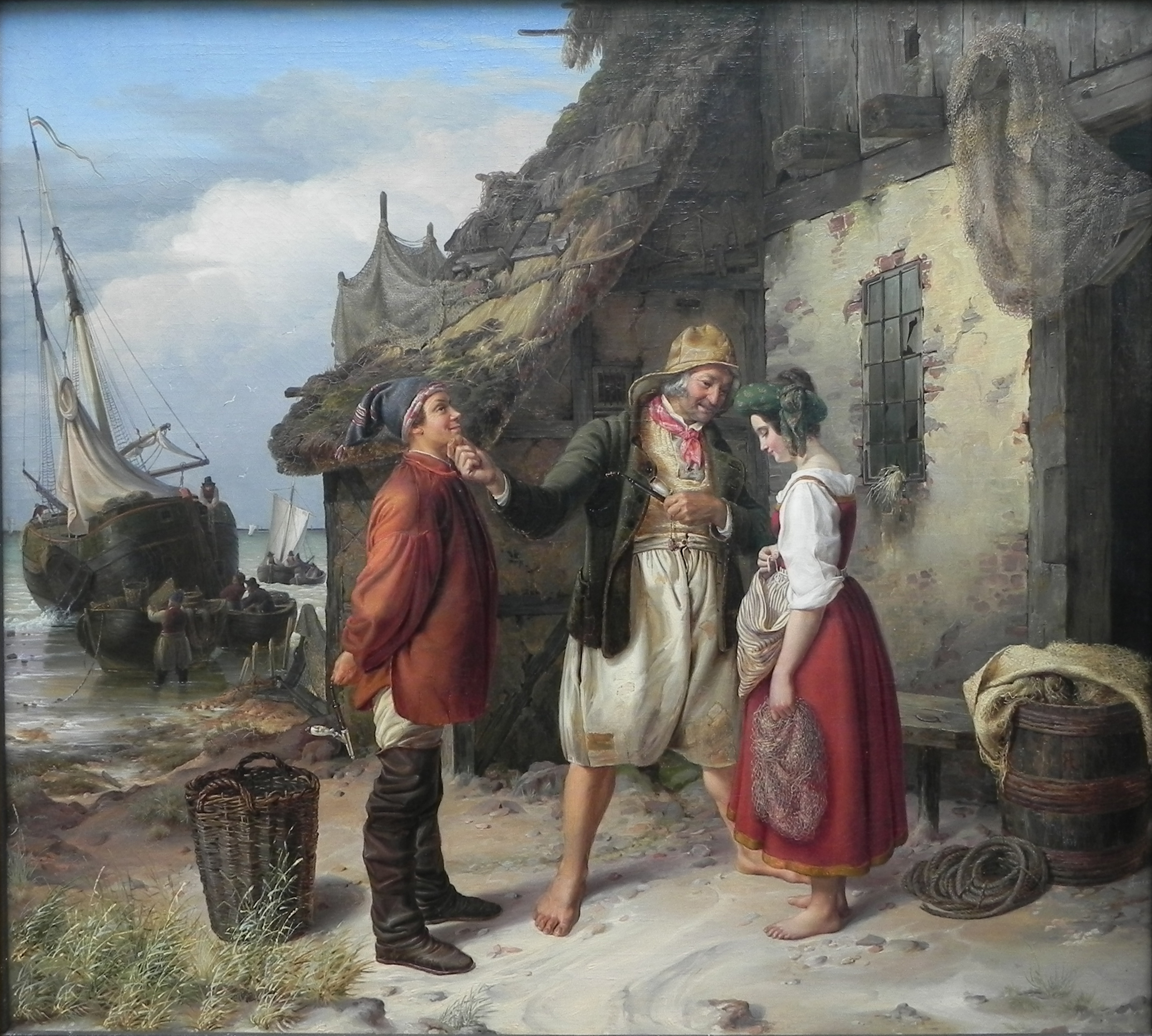
Proposición de matrimonio en Helgoland, de Rudolf Jordan, 1834.

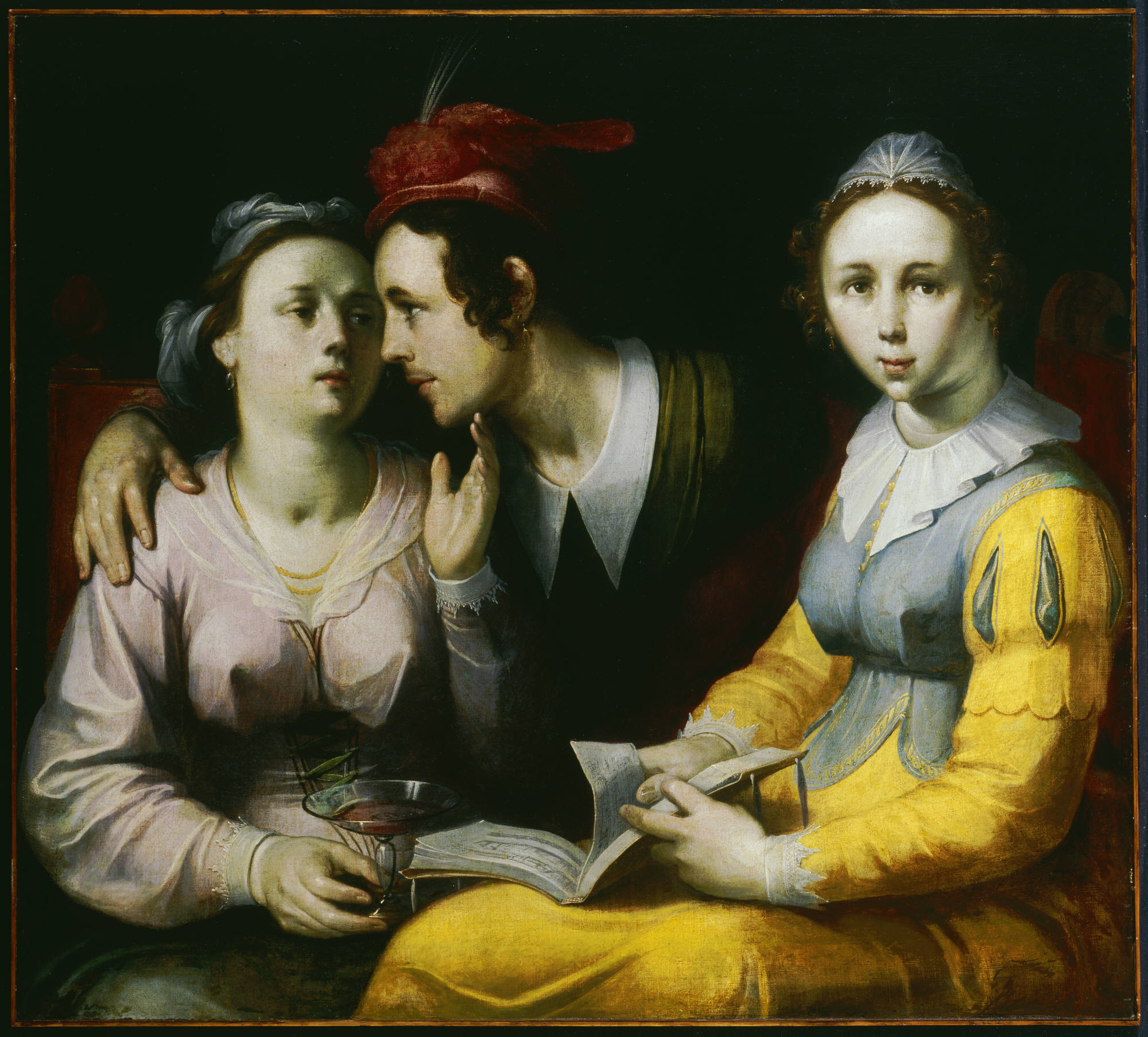
Pareja cortejándose y mujer con libro de canciones, de Cornelis van Haarlem, ca. 1594. La «carabina» parece consentir el atrevimiento.

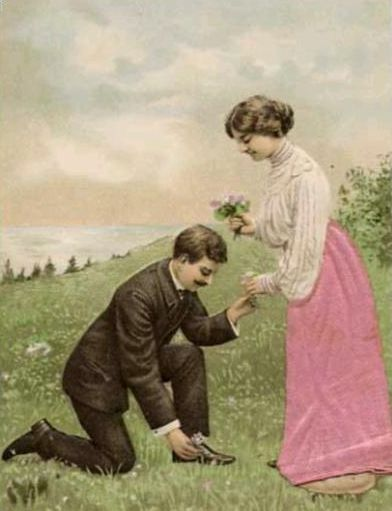
Postal alemana de 1908.

El noviazgo es la condición de los novios, es decir, una relación amorosa mantenida entre dos personas con la intención de matrimonio. Es un proceso por el cual dos personas desarrollan una asociación íntima más allá de la amistad.

## Actividades y características antropológicas
A su actividad se le puede denominar «salir» (frecuentar, por motivos amorosos o amistosos, el trato de otra persona, fuera de su domicilio), «hablar» (tener relaciones amorosas con otra persona), o «ligar» (entablar relaciones amorosas o sexuales pasajeras). En el contexto previo al noviazgo se realiza el cortejo, la actividad denominada «tontear» (dar los primeros pasos en la relación amorosa), coqueteo flirteo (juego amoroso que no se formaliza, dar señales sin comprometerse) y las citas («quedar» - dating en el uso anglosajón contemporáneo, en la costumbre japonesa, 見合い miai-), que son los encuentros con propósito de conocerse; en caso de quedar conformes en entablar la relación, se considera que la pareja se ha «ennoviado» («echarse novio» o novia).
Si las demostraciones afectivas de intimidad física (physical intimacy) entre los novios superan el nivel de ir cogidos de la mano (holding hands), de las simples caricias, besos y abrazos, e incluso del magreo («meter mano» o petting), y llegan al coito, la relación de noviazgo se denomina prematrimonial (extramatrimonial si alguno de ellos está casado con otra persona) y tradicionalmente concubinato, amancebamiento o barraganía (a tal clase de novios se les llamaba «amantes»); aunque recientemente se han introducido nuevos conceptos con las denominaciones amigos con derechos, amigovios o follamigos, en los que el requisito de la fidelidad no se da por supuesto (relaciones abiertas). En la moral tradicional cualquiera de esos planteamientos se consideran «proposiciones deshonestas».
La formalización de la relación de noviazgo es el «compromiso» o petición de mano, una ceremonia que, según distintas costumbres, debe hacer el novio ante la familia de la novia o bien ante la propia novia (de forma tópica, hincando una rodilla, y ofreciéndole un anillo de pedida o de compromiso). A partir de ese momento a los novios se les denomina «prometidos». Entendido el compromiso como «desposorio» o «esponsales», puede tener valor jurídico, pero es únicamente un paso previo a la celebración de las nupcias (boda o casamiento), que es posible romper (ruptura del compromiso) incluso unilateralmente o en el último momento («al pie del altar»), dejando «plantado» a uno de los desposados («compuesto y sin novio» o novia).
Cada cultura y época tiene distintas características antropológicas que se expresan en el noviazgo; particularmente el papel que se da a los propios novios, que en muchos casos no tienen ninguna iniciativa en la relación, siendo resultado de negociaciones familiares, de los buenos oficios de un casamentero o de estudios de compatibilidad astrológica (astrological compatibility, sinastria -synastry-, sincronicidad, compatibilidad interpersonal -interpersonal compatibility-), que conducen a un matrimonio concertado (no debe confundirse con un matrimonio forzado). En cambio, los novios tienen todo el protagonismo en el ideal del amor romántico, en el que se supone que hay una atracción inicial, «amor a primera vista» o «flechazo», o al menos una búsqueda voluntaria de la pareja. En ciertas culturas hay rituales de rapto de la novia, de compra de la novia o, por el contrario, el pago de una dote.
En los ambientes sociales más puritanos (los propios de la denominada moral victoriana), a los novios no se les consentía estar juntos a solas, debiéndose acompañar de una «carabina» o chaperón. En los años del nacionalcatolicismo en España (los cuarenta y cincuenta del siglo XX) provocaba escándalo el «baile agarrado». En una fecha tan tardía como 1975, el estudio sociológio FOESSA obtenía rechazos de un 27% a que una pareja de novios paseara por un sitio solitario, de un 64% a que se besara en público, un 68% a que hiciera el amor (incluso si unos «novios van en serio»), un 51% a que un chico no llegue virgen al matrimonio y un 80% a que una chica no llegue virgen al matrimonio.
Algunas relaciones afectivas se plantean como platónicas, al menos en teoría, como fue el amor cortés de los trovadores medievales (chevalier servant) y el chichisbeo o «cortejo» del siglo XVIII.
El retraso de la edad del matrimonio y, como consecuencia, los noviazgos prolongados, han sido calificados como «la verdadera arma anticonceptiva de la Europa clásica». Frente a la costumbre tradicional de matrimonios en torno a los 17 años, en el siglo XVII la edad del matrimonio en Europa noroccidental se situó en torno a los 20 años; al mismo tiempo, se observan comportamientos nupciales distintos según la riqueza: el matrimonio tardío es más propio de las clases populares que de las clases altas.

## Etimología
Mientras que para «noviazgo» el DRAE no indica etimología, para novio/novia indica que viene de latín novius, y este de novus («nuevo»). No obstante, su posible relación con una palabra muy próxima: «nupcias» (del latín nuptiae), no está muy claramente definida; siendo según algunas fuentes derivada de nubus, el velo («nube») de la novia, y esta compartiría el origen por asociación (nova nupta). Más propiamente parece que el latín nupta sea el participio pasado femenino de nubere (casarse, tomar marido), verbo derivado del preindoeuropeo *sneubh- («casarse»), que origina también vocablos en otros idiomas indoeuropeos: el griego nymphe («novia»), el eslavo eclesiástico snubiti («amar», «cortejar»), el checo snoubiti («buscar marido») y el eslovaco zasnubit («prometerse en matrimonio»). Del mismo origen son las palabras latinas connubium («matrimonio») y nubilis («núbil», la edad a la que puede contraerse matrimonio -marriageable age, nubilité, majorité matrimoniale, ehemündigkeit, en cambio, el término italiano nubilato se aplica al celibato femenino-, véase también edad de consentimiento sexual), mientras que connubialis, conubialis o coniugalis («conyugal») viene de iungo («juntar»).

## Noviazgo gitano
En la cultura gitana tradicional, el matrimonio se concierta por las familias de los novios (llegamiento) y se hace público con una fiesta (pedimento), muy a menudo en edad infantil, aunque no se consume hasta llegar a una edad que se considera apropiada para comenzar la convivencia matrimonial, tras otra fiesta a la que se convoca a toda la familia extensa (boda gitana). No son infrecuentes las relaciones que no se ajustan a este modelo, considerándose que la pareja se ha «escapado» para vivir juntos, lo que da o no lugar a conflictos según pueda o no ser admitido por las familias. El cortejo gitano se denomina «roneo».

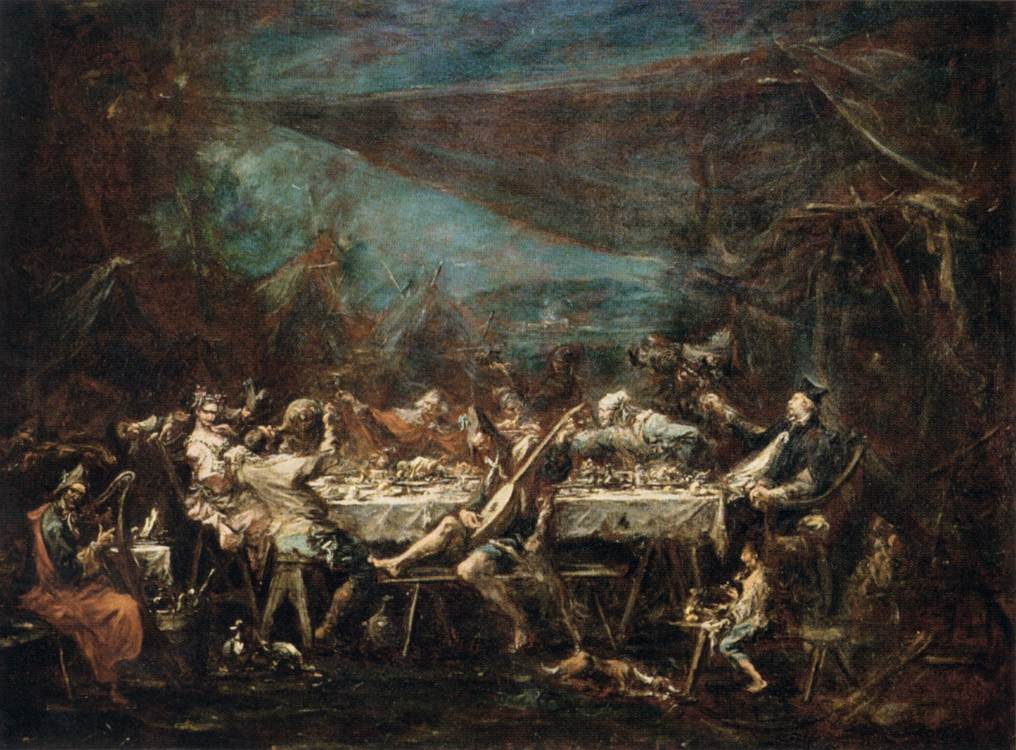
Banquete de una boda gitana, de Alessandro Magnasco, ca. 1730-1735
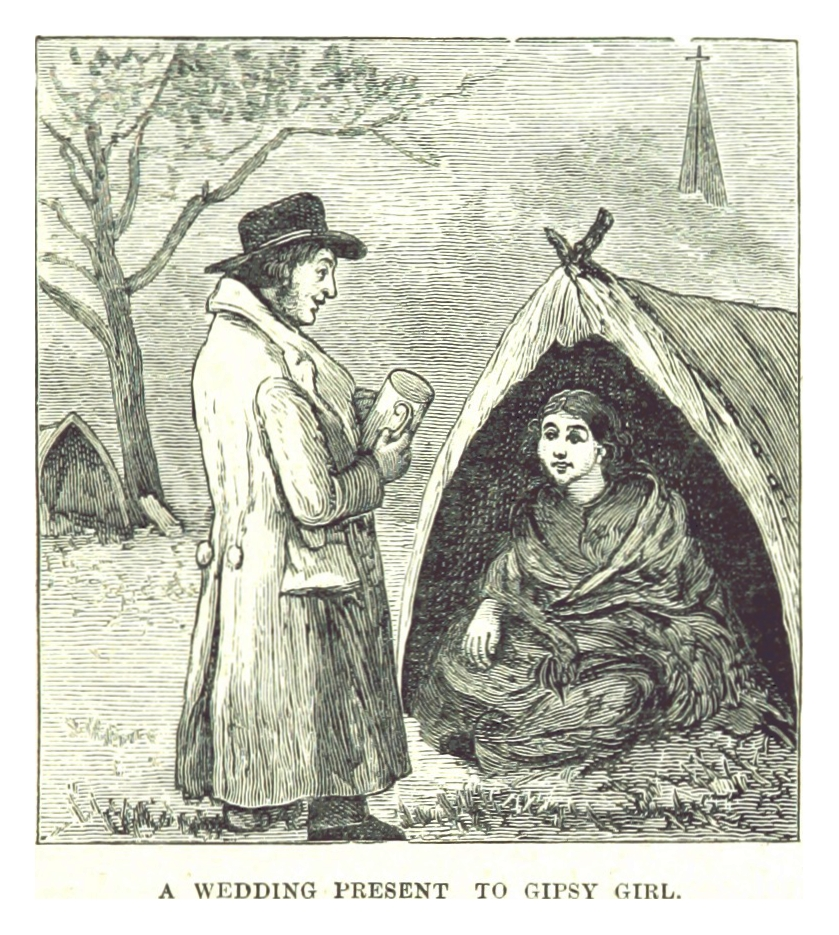
Regalo de bodas a una chica gitana, Inglaterra, 1885
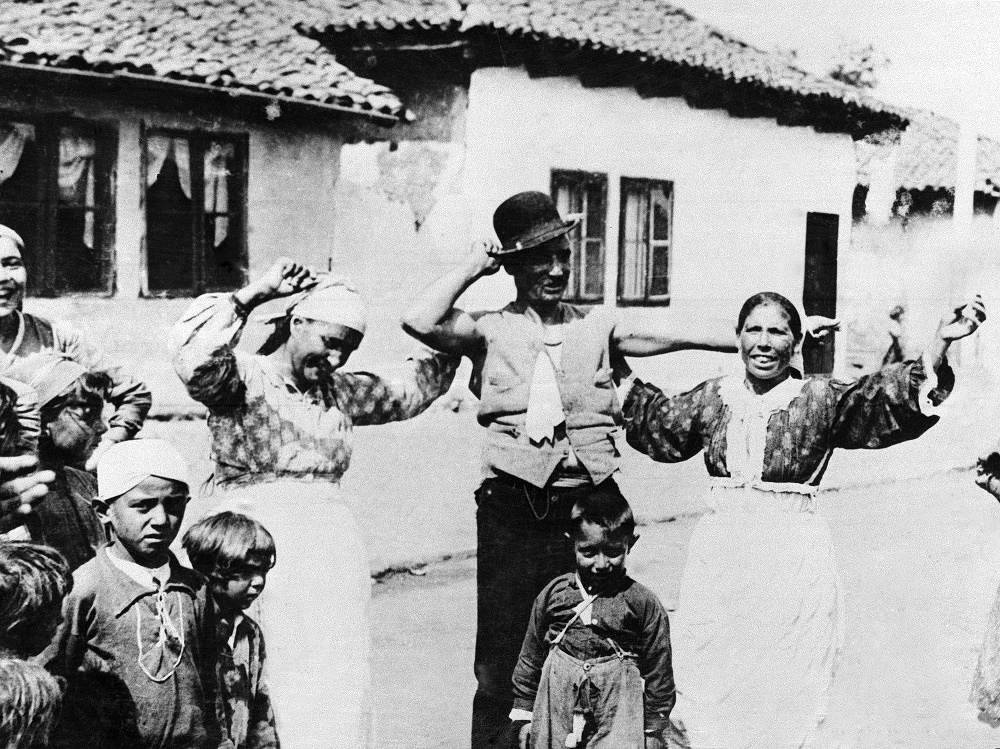
Boda gitana, Bulgaria, 1936

## Noviazgo en las clases altas en la Inglaterra delsigloXIX
Las novelas románticas de las hermanas Brontë o Jane Austen (y producciones actuales, como la serie Bridgerton) reflejan los usos sociales de las clases altas en la Inglaterra de comienzos del siglo XIX: a lo largo de season o "temporada", las "debutantes" (mujeres jóvenes que llegaban a la edad de su "puesta de largo") y los varones solteros de distintas edades se enfrentaban a lo que Lord Byron denominó marriage marts ("mercado matrimonial"), incluyendo fiestas y bailes en que se consentía el acercamiento, y posteriores citas que podían desembocar en pedidas de mano.

## Noviazgo en Estados Unidos en elsigloXX, según Jason King
En la «guía católica práctica» que Jason King, un sacerdote estadounidense, hace del noviazgo (dating —«citas»— en el título inglés original), se indica que este concepto, tal como se entiende en el contexto cultural del público al que se dirige, no existió hasta el siglo XX; no había ningún estado de «transición» entre la soltería y el matrimonio. Se llamaba novio/a al recién casado y por extensión al participante de la ceremonia de casamiento, incluso antes de concluida la ceremonia.
A principios del siglo XX, era el varón quien tomaba la decisión de conocer a una mujer soltera, la cual típicamente vivía en su casa paterna. El interesado se presentaba frente a los padres y, si estos lo autorizaban, podía conversar con la joven. Esta visita consistía en una charla a cierta distancia bajo supervisión de los padres y en casa de estos. De la continuidad y exclusividad de las visitas se entendía la cercanía del matrimonio.
Según la misma fuente, el noviazgo, como una relación con una duración considerable, aparece en los años 1920 y 1930, y durante la primera mitad del siglo XX, estaba fuertemente vinculado al matrimonio. En esta época, el novio/a tiene las características de «prometido/a». Con el acceso al automóvil por parte de las nuevas clases medias de esos países, el noviazgo pasó de tener lugar en la casa y de ser supervisada por la familia de la mujer, a tener lugar en el auto del varón y a centrarse en actividades (bailar, ir al cine, etc) pagadas con el dinero del varón ya que no era usual que las mujeres trabajaran.
En los años 60, de la mano de la revolución sexual, especialmente con la difusión de los métodos anticonceptivos, se difumina la relación entre noviazgo y matrimonio.

## Características actuales
Una definición del noviazgo tal y como se entiende actualmente en la sociedad occidental de Latinoamérica puede ser:

«...una relación social explícitamente acordada entre dos personas para acompañarse en las actividades recreativas y sociales, y en la cual se expresan sentimientos amorosos y emocionales a través de la palabra y los contactos corporales».

Para describir las relaciones de pareja actuales, Luis Miguel Lazo López, identifica dos modelos, uno que llama tradicional, relacionado con el amor romántico, la fidelidad, la lealtad, el compromiso y el noviazgo y otro que llama liberador, relacionado con relaciones temporales, casuales y centradas en la búsqueda del placer donde prima la autonomía y la ruptura del orden tradicional. Dado que, según Anthony Giddens, la vida moderna presenta continuidades y discontinuidades, la continuidad hace posible la coexistencia de ambos modelos en el imaginario de los jóvenes, aunque, en el mencionado estudio, situado en una ciudad de más de 300 mil habitantes, el autor detecta que el discurso liberador es hegemónico.
Por otro lado, Verónica Vázquez García y Roberto Castro, cuyo estudio está situado en el medio rural, afirman que, si bien ha habido cambios en cuanto a la espontaneidad, la duración y la cantidad de relaciones, se mantienen patrones desiguales de poder entre los géneros tales como presiones sexuales hacia las mujeres, sentido de propiedad sobre el cuerpo de las mujeres, control de los desplazamientos y salidas de las mujeres e imposición masculina de la decisión de unirse. Todos estos, elementos que nada tienen que ver con un modelo liberador; más bien están vinculados al carácter de prevalencia masculina de los noviazgos del pasado.
Las características del noviazgo y otras relaciones de pareja actuales, pueden ser extraídas de un estudio de campo realizado por José María Romo Martínez. El cual se llevó a cabo sobre jóvenes estudiantes universitarios de ambos sexos con edades entre 18 y 26 años.
- Cantidad de relaciones: la mayoría de los entrevistados ha tenido por lo menos una relación en noviazgo, las cuales han durado de 10 meses a más de 4 años.
- Intensidad: Algunos se refieren a sus relaciones en buenos términos con añoranza y ensueño, otros, en cambio, las valoran como desastrosas, tempestuosas cargadas de celos, de sentimientos posesivos y de las cuales siguen dolidos.
- Duración: Se registraron relaciones de noviazgo de corta duración, de apenas un par de semanas o meses hasta relaciones de 4 o 5 años. Hay casos en que se combinaban relaciones breves con extensas de manera consecutiva o simultánea.
- Formalidad: Hay relaciones de pareja llamadas «serias» o «formales», para lo cual es necesario expresar una especie de pacto de exclusividad y continuidad y que la relación sea pública, especialmente frente a las familias. Por otro lado, existen relaciones de amistad o informales relacionadas con la sexualidad o el contacto físico.  Muchos valoran fuertemente las relaciones formales. En cuanto a las relaciones informales, para unos parecieran ser más atractivas, mientras que otros no las descartan.
- Finalidad: Algunos buscan pareja para pasarlo bien, por el bienestar y la satisfacción que les brinda e incluso para evitar el aburrimiento. Esta finalidad ha sido muy criticada, pero es la que más se practica. La finalidad de otros es que se trate de una preparación para el matrimonio.
- Sexualidad: Hay algunos que ven el sexo como importante en la pareja. Otros ven bien la práctica de relaciones sexuales pero con reservas, como las que tiene que ver con el cuidado ante las enfermedades de trasmisión sexual o el embarazo, o bien, siempre y cuando haya amor de por medio. Y otros que el noviazgo ha de ser casto para la preparación al matrimonio, ya que es un periodo de prueba.

- Sentido de propiedad: El sentido de pertenencia es una manera distinta de expresar los celos o inseguridad que sientes cuando tu pareja esta con alguien más, específicamente con personas del mismo sexo que tú o distinto al de tu pareja. Para evitar que esto lleve al rompimiento es mejor hablar con la pareja y/o también intentar socializar más con sus amigos y reducir tu inseguridad.

## Violencia

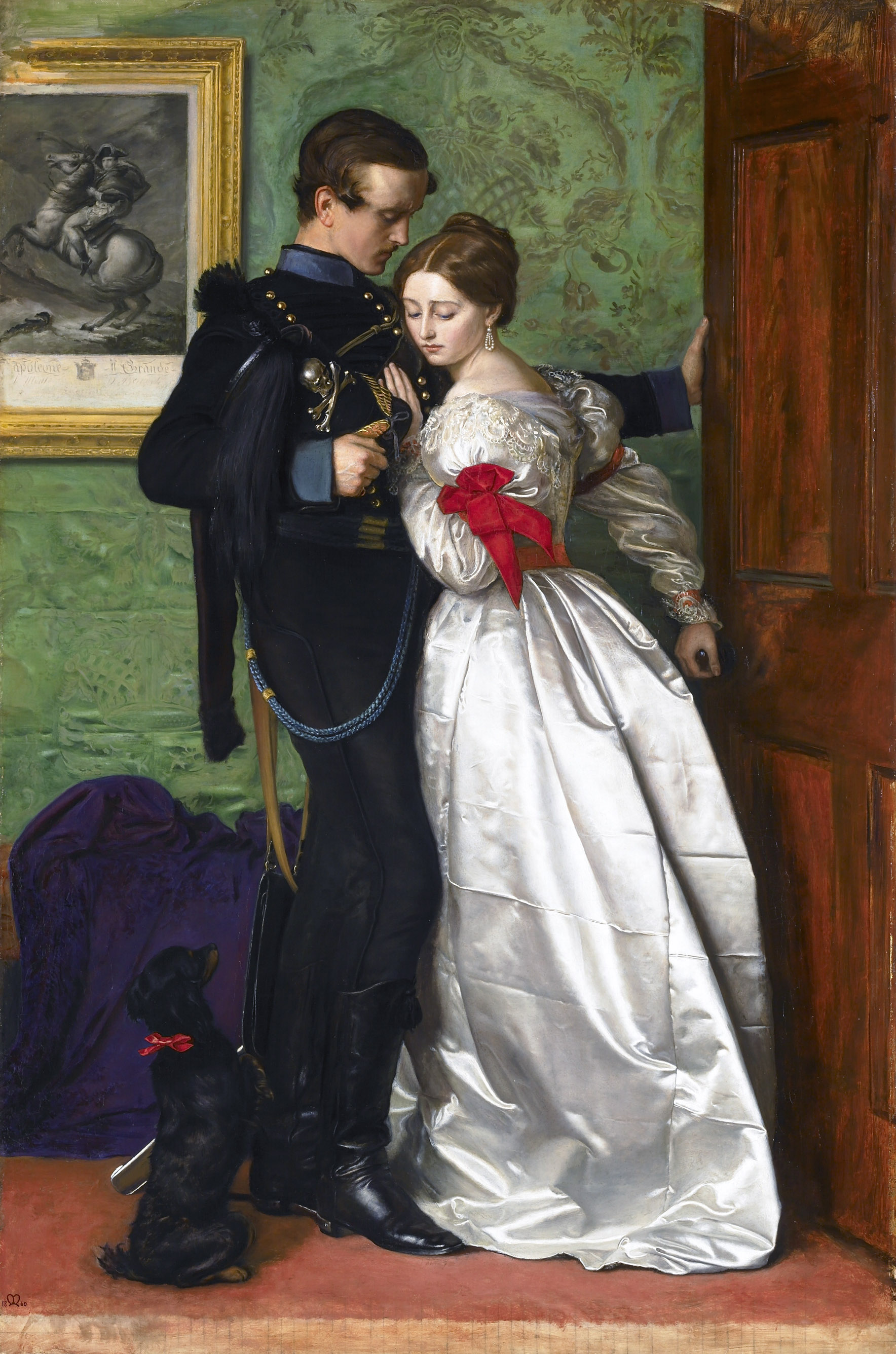
The Black Brunswicker, de John Everett Millais.

## Novia de guerra y matrimonios temporales en el yihadismo
El concepto de «novia de guerra» se utilizó ampliamente en los países anglosajones durante las dos guerras mundiales del siglo XX, aunque responde a un arquetipo universal, el de los novios que, antes de que él deba partir por largo tiempo, se casan fugazmente, o en secreto, o se conceden una noche de despedida.

... Le pregunta el capitán  /  ¿por qué tienes tanta pena? / ¿es por padre, o es por madre,  /  o es por alguien de tu tierra? /.../ es que me he casado ayer  /  y hoy me traen para la guerra
Romance del quintado, popular, tiene distintas versiones.

El yihadismo ha utilizado tradiciones islámicas de «matrimonio temporal» (Mut'ah, en el sunnismo, y Nikah Misyar, en el chiismo) para justificar la explotación sexual de jóvenes a las que se podría considerar cautivas o captadas.[cita requerida]

## Diccionario de cama
La ocupación de los países colonizados daba la oportunidad a los colonizadores de entablar relaciones con jóvenes indígenas, que además del vínculo afectivo servían como un puente cultural, aunque no era habitual que llegaran a convertirse en un matrimonio formal. Es paradigmática la relación entre Hernán Cortés y Malinche (quien, además de cónyuge informal y consejera, ejercía de «lengua», es decir traductora). Para referirse a estas mujeres (ningún tipo de relación entre una «mujer blanca» y un indígena varón era concebible socialmente), en la colonización británica se utilizó la denominación eufemística «diccionario de cama» (bed dictionary).
La ocupación alemana de Francia durante la Segunda Guerra Mundial también originó muchas relaciones entre soldados alemanes y jóvenes francesas. Tras la derrota alemana, fueron consideradas «colaboracionistas» y sometidas a todo tipo de humillaciones, siendo el castigo más común raparles la cabeza.
|  |  |

## Novias por correo y por retrato
En algunas circunstancias, especialmente con la colonización y emigración europea a otros continentes (emigración a América, a Australia, etc.), o con la emigración asiática (china, japonesa, coreana); se realizaban noviazgos a distancia sin contacto entre los futuros esposos, conociéndose la costumbre como novia por correo y novia por retrato. Ya en época más reciente se producen ofertas de novias procedentes de países menos desarrollados, con la condición de exóticas, bellas o sumisas, para novios de países más ricos que las prefieren a las que podrían encontrar en su entorno. Se suele considerar una forma de explotación sexual, trata de personas o esclavismo moderno; y en otros casos, un fraude romántico.
En ocasiones, las casas reales europeas enviaban un retrato pictórico del novio o de la novia con motivo de las negociaciones matrimoniales.

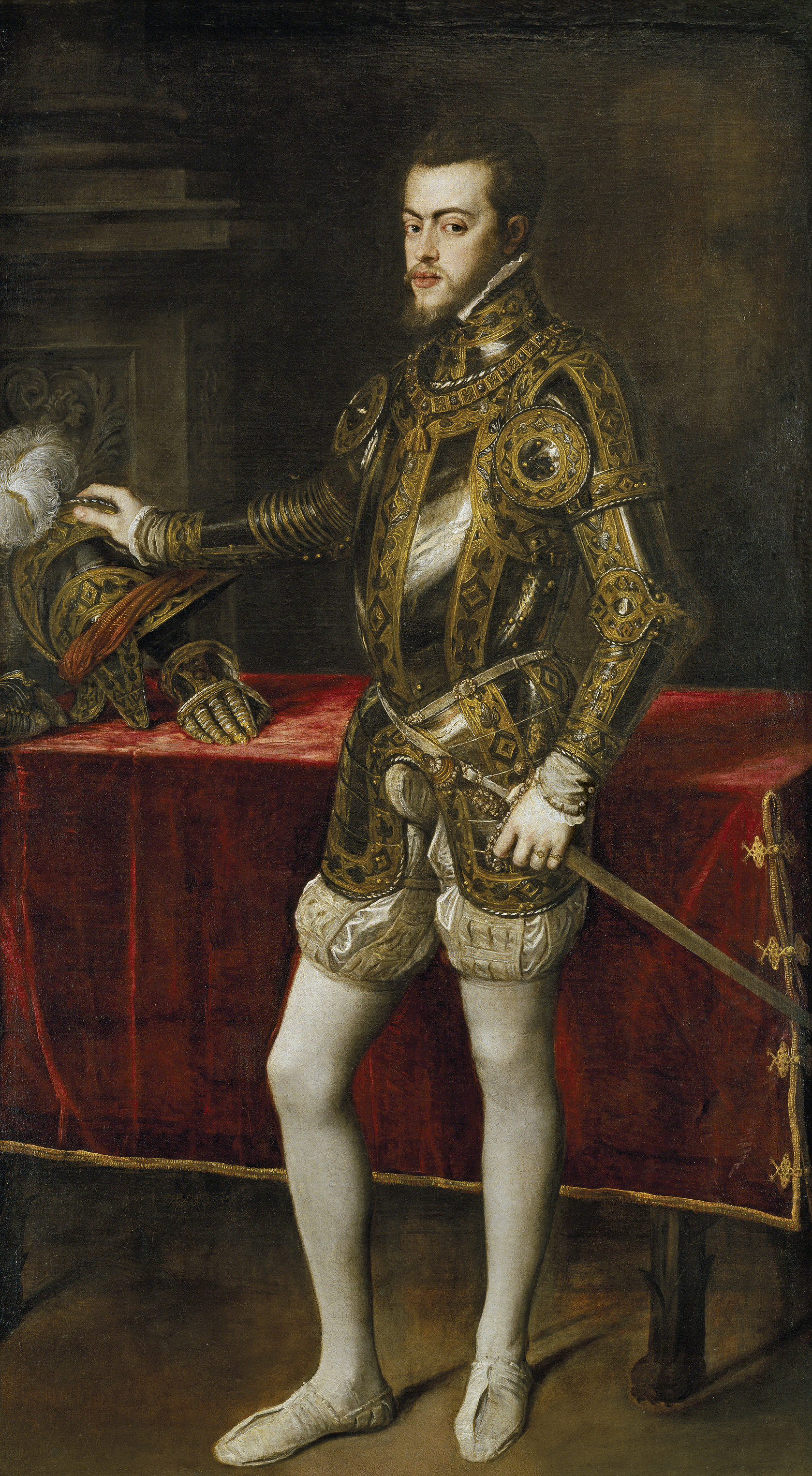
Retrato de Felipe II, de Tiziano.
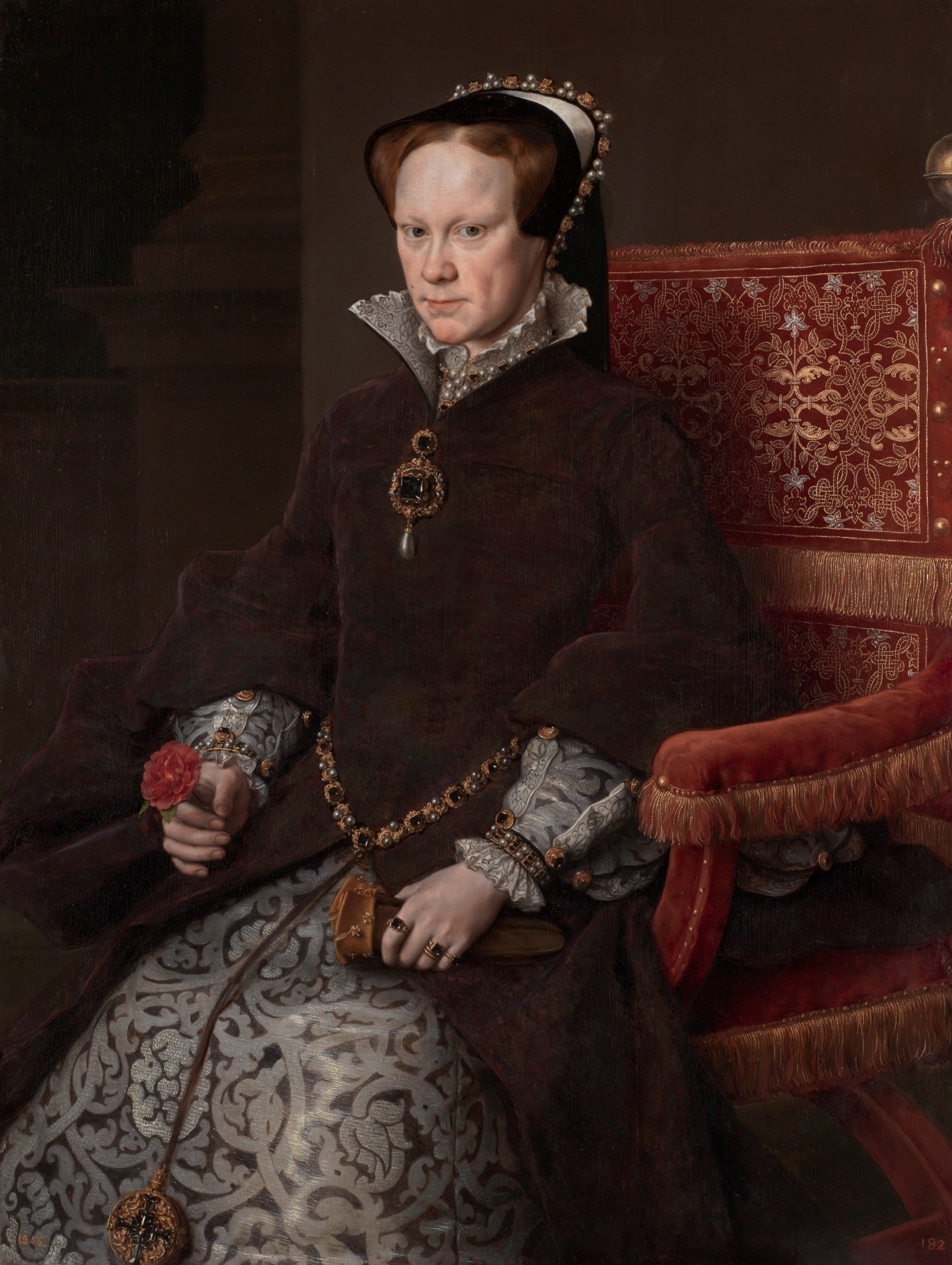
Retrato de María Tudor, de Antonio Moro.

## Los novios de El Mojón
La alfarería en El Mojón (Teguise, isla de Lanzarote) produce tradicionalmente unas figurillas de barro cocido con el nombre de «los novios», que representan una pareja desnuda con los órganos sexuales exagerados, que se han relacionado con esculturas semejantes encontradas en yacimientos arqueológicos.

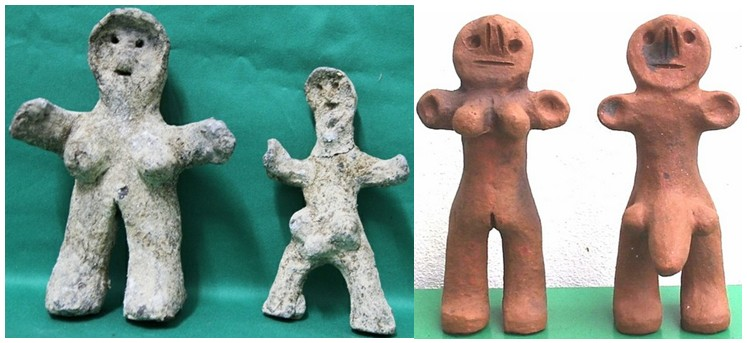
Los novios de El Mojón.